# 黑帶平鮋
黑帶平鮋，為輻鰭魚綱鮋形目鮋亞目平鮋科的其中一種，為溫帶海水魚，分布於東太平洋阿拉斯加Kenai半島至美國加州中部海域，棲息深度10-275公尺，本魚體淡粉紅至紅色，體側具5或6條和紅色或黑色橫帶，頭部棘強，腔壁與頸背具有棘，尾鰭圓形，背鰭硬棘13枚，背鰭軟條13-15枚，臀鰭硬棘3枚，臀鰭軟條6-7枚，體長可達61公分，棲息在岩礁區底層水域，獨居且具領域性，卵胎生，幼魚具漂浮性，遇到驚嚇時會變顏色，生活習性不明，可做為遊釣魚、觀賞魚及食用魚。